# Sara Errani
Sara Errani (n. 29 aprilie 1987, Bologna, Italia) este o jucătoare profesionistă de tenis din Italia.  Errani este una dintre cele șapte jucătoare care au realizat un Golden Slam în carieră la dublu. Este medaliată cu aur la Jocurile Olimpice, fostă numărul 1 mondial la dublu, titlu obținut în septembrie 2012, campioană majoră la dublu mixt și finalistă la simplu. A atins cea mai înaltă poziție în clasamentul mondial la simplu, locul 5, în mai 2013. Cu nouă titluri la simplu și 34 de titluri la dublu (inclusiv șase titluri majore, opt titluri WTA 1000 și o medalie de aur olimpică), ea este jucătoarea de tenis italiană cu cel mai mare număr de titluri în carieră.

## Finale deGrand Slam

### Simplu: 1 finală (0 titluri; 1 înfrângeri)
| Rezultat | An   | Turneu      | Suprafață | Adversar        | Scor     |
| -------- | ---- | ----------- | --------- | --------------- | -------- |
| Finalist | 2012 | French Open | Zgură     | Maria Sharapova | 3–6, 2–6 |

### Dublu: 8 finale (5 titluri; 3 înfrângeri)
| Rezultat   | An   | Turneu          | Suprafață | Partener      | Adversar                           | Scor          |
| ---------- | ---- | --------------- | --------- | ------------- | ---------------------------------- | ------------- |
| Finalist   | 2012 | Australian Open | Dură      | Roberta Vinci | Svetlana Kuznetsova Vera Zvonareva | 7–5, 4–6, 3–6 |
| Câștigător | 2012 | French Open     | Zgură     | Roberta Vinci | Maria Kirilenko Nadia Petrova      | 4–6, 6–4, 6–2 |
| Câștigător | 2012 | US Open         | Dură      | Roberta Vinci | Andrea Hlaváčková Lucie Hradecká   | 6–4, 6–2      |
| Câștigător | 2013 | Australian Open | Dură      | Roberta Vinci | Ashleigh Barty Casey Dellacqua     | 6–2, 3–6, 6–2 |
| Finalist   | 2013 | French Open     | Zgură     | Roberta Vinci | Ekaterina Makarova Elena Vesnina   | 5–7, 2–6      |
| Câștigător | 2014 | Australian Open | Dură      | Roberta Vinci | Ekaterina Makarova Elena Vesnina   | 6–4, 3–6, 7–5 |
| Finalist   | 2014 | French Open     | Zgură     | Roberta Vinci | Hsieh Su-wei Peng Shuai            | 4–6, 1–6      |
| Câștigător | 2014 | Wimbledon       | Iarbă     | Roberta Vinci | Tímea Babos Kristina Mladenovic    | 6–1, 6–3      |